# Conny van Bentum
Cornelia "Conny" van Bentum, née le 12 août 1965 à Barneveld, est une nageuse néerlandaise.

## Biographie
Conny van Bentum participe aux Jeux olympiques d'été de 1980 à Moscou ; elle remporte la médaille de bronze sur 4 × 100 mètres nage libre avec Annelies Maas, Wilma van Velsen et Reggie de Jong et termine cinquième de la finale du 100 mètres nage libre.
Aux Jeux olympiques d'été de 1984 à Los Angeles, elle est médaillée d'argent sur 4 × 100 mètres nage libre avec Annemarie Verstappen, Elles Voskes et Desi Reijers et termine quatrième du 100 mètres nage libre, cinquième du 200 mètres nage libre, septième du 100 mètres papillon et huitième du 200 mètres papillon.
Aux Jeux olympiques d'été de 1988 à Séoul, elle est médaillée d'argent sur 4 × 100 mètres nage libre avec Marianne Muis, Mildred Muis et Karin Brienesse et termine cinquième du 4 × 100 mètres quatre nages, sixième du 100 mètres papillon et huitième du 100 mètres nage libre et du 200 mètres papillon.
Elle est nommée sportive néerlandaise de l'année en 1983.

## Palmarès

### Championnats d'Europe
- Championnats d'Europe 1981 à Split (Yougoslavie) :
  -  Médaille de bronze du 100 m nage libre ;
  -  Médaille de bronze du 200 m nage libre ;
  -  Médaille de bronze du relais 4 × 100 m nage libre.
- Championnats d'Europe 1983 à Rome (Italie) :
  -  Médaille d'argent du relais 4 × 100 m nage libre ;
  -  Médaille d'argent du relais 4 × 100 m 4 nages ;
  -  Médaille de bronze du 100 m nage libre ;
  -  Médaille de bronze du 200 m nage libre ;
  -  Médaille de bronze du 200 m papillon ;
  -  Médaille de bronze du relais 4 × 200 m nage libre.
- Championnats d'Europe 1985 à Sofia (Bulgarie) :
  -  Médaille d'argent du relais 4 × 200 m nage libre ;
  -  Médaille de bronze du 100 m nage libre ;
  -  Médaille de bronze du relais 4 × 100 m nage libre.